# Allemagne aux Jeux paralympiques
L’Allemagne participe aux Jeux paralympiques depuis les Jeux d'été de 1992 à Barcelone, en Espagne. Le pays a participé à tous les Jeux d'été depuis cette date. Avant cela, l'Allemagne, divisée en deux, était représentée par l'Allemagne de l'Ouest, qui a participé à toutes les éditions depuis 1960, ainsi que par l'Allemagne de l'Est, qui n'a participé qu'à une seule édition, en 1984.
En incluant la période ouest-allemande et est-allemande, les Allemands ont remporté à ce jour 1788 médailles dont 617 en or, intégralement aux Jeux d'été, ce qui en fait la deuxième nation quant au nombre de médailles ainsi que de médailles d'or. 
Parmi les grands champions allemands, plusieurs ont remporté plus de 10 médailles : 
- Reinhild Möller, 19 médailles dont 16 d'or en ski alpin, et 4 médailles dont 3 d'or en athlétisme

- Claudia Hengst, 25 médailles dont 13 en or en natation

- Gerd Schönfelder, 22 médailles dont 16 d'or en ski alpin

- Frank Höfle, 17 médailles dont 10 d'or en ski cross

## Médailles par année
Ces tableaux incluent les médailles remportées par l'Allemagne de l'Ouest de 1960 à 1988, ainsi que les quatre médailles remportées par l'Allemagne de l'Est en 1984.
| Année | Médaille d'or, Jeux paralympiques | Médaille d'argent, Jeux paralympiques | Médaille de bronze, Jeux paralympiques | Total | Rang |
| 1960  | 15                                | 6                                     | 9                                      | 30    | 3e   |
| 1964  | 5                                 | 2                                     | 5                                      | 12    | 9e   |
| 1968  | 12                                | 12                                    | 11                                     | 35    | 6e   |
| 1972  | 28                                | 17                                    | 22                                     | 67    | 1er  |
| 1976  | 37                                | 34                                    | 26                                     | 97    | 4e   |
| 1980  | 67                                | 48                                    | 46                                     | 161   | 3e   |
| 1984  | 79                                | 80                                    | 75                                     | 234   | 5e   |
| 1988  | 76                                | 66                                    | 51                                     | 193   | 2e   |
| 1992  | 61                                | 51                                    | 59                                     | 171   | 2e   |
| 1996  | 40                                | 58                                    | 51                                     | 149   | 3e   |
| 2000  | 16                                | 41                                    | 38                                     | 95    | 10e  |
| 2004  | 19                                | 28                                    | 31                                     | 78    | 8e   |
| 2008  | 14                                | 25                                    | 20                                     | 59    | 11e  |
| 2012  | 18                                | 26                                    | 22                                     | 66    | 8e   |
| 2016  | 18                                | 25                                    | 14                                     | 57    | 6e   |
| Total | 487                               | 491                                   | 465                                    | 1443  | 3e   |

| Année | Médaille d'or, Jeux paralympiques | Médaille d'argent, Jeux paralympiques | Médaille de bronze, Jeux paralympiques | Total | Rang |
| 1976  | 10                                | 12                                    | 6                                      | 28    | 1er  |
| 1980  | 3                                 | 5                                     | 9                                      | 17    | 7e   |
| 1984  | 10                                | 14                                    | 10                                     | 34    | 4e   |
| 1988  | 9                                 | 11                                    | 10                                     | 30    | 3e   |
| 1992  | 12                                | 17                                    | 9                                      | 38    | 2e   |
| 1994  | 25                                | 21                                    | 18                                     | 64    | 2e   |
| 1998  | 14                                | 17                                    | 13                                     | 44    | 2e   |
| 2002  | 17                                | 1                                     | 15                                     | 33    | 1er  |
| 2006  | 8                                 | 5                                     | 5                                      | 18    | 2e   |
| 2010  | 13                                | 5                                     | 6                                      | 24    | 1er  |
| 2014  | 9                                 | 5                                     | 1                                      | 15    | 2e   |
| 2018  | NC                                | NC                                    | NC                                     | NC    | NC   |
| Total | 130                               | 113                                   | 102                                    | 345   | 1er  |